# Taipa

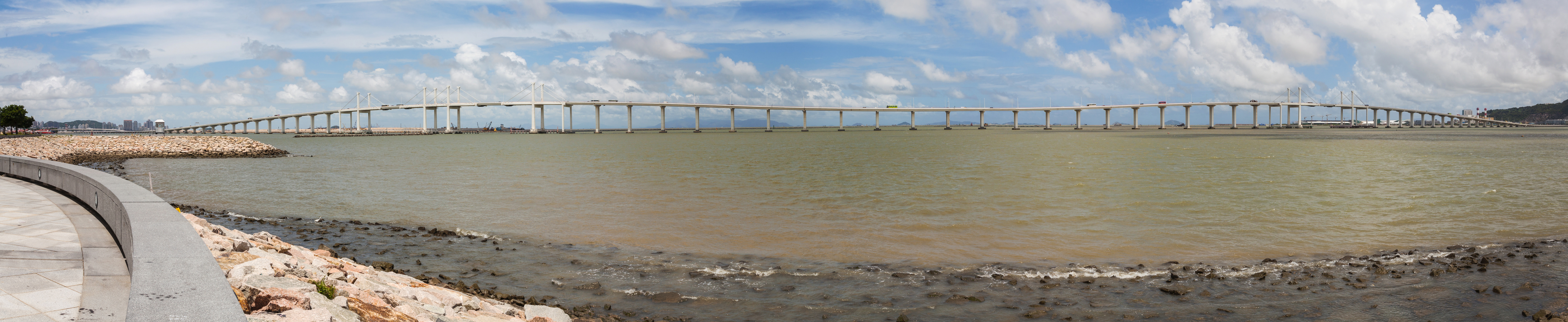
Ponte de Amizade (Pont de l'Amistat) des de la península de Macau (esquerra) fins a l'illa Taipa (dreta), Macau

Taipa (xinès 氹仔, cantonès [tʰɐ̌m.t͡sɐ̌i̯]; portuguès: Taipa, pronounciat [ˈTajpɐ]) és una illa de Macau, actualment unida a l'illa de Coloane per terres recuperades conegudes com a Cotai. Administrativament, els límits de la parròquia civil tradicional Freguesia de Nossa Senhora do Carmo són comuns amb el de l'illa de Taipa.

## Geografia
Taipa es troba a 2.5 quilometres (1.6 milles) de la península de Macau i a l'est de l'illa Menor Hengqin de Zhuhai, província de Guangdong. L'aeroport internacional de Macau, la Universitat de Macau, el Jockey Club de Macau i l'estadi de Macau es troben a Taipa.
La majoria dels assentaments xinesos de Taipa es van produir durant la dinastia Song del Sud, mentre que els portuguesos van ocupar l'illa el 1851. Abans de la recuperació del territori, Taipa consistia en dues illes: Taipa Gran i Taipa Menor.

## Els noms de Taipa
En cantonès, Taipa ha estat conegut amb molts noms al llarg del temps, inclosos 龍 環 (Lung Waan, que significa "Anell de drac"), 雞 頸 (Gai Geng, "coll de pollastre"), 潭 仔 (Taam Jai, "Piscina"), i 龍頭 環 (Lung Tau Waan, "Anell de cap de drac").
El nom portuguès i anglès "Taipa" prové de la pronunciació xinesa de 氹 仔 a Min Nan /tiap-á/ es va convertir en "Taipa". El pinyin de 氹 仔 és dàngzǎi, i és així com es fa referència a l’illa en mandarí. Tant el caràcter 氹 com la forma alternativa 凼 signifiquen fossat, però estan obsolets en xinès modern i només s’utilitzen en relació amb Taipa i el pont Macau-Taipa (澳 氹大桥 àodàng dàqiáo). El caràcter 氹 o 凼 (sovint utilitzat en textos en xinès continental), sovint falta als sistemes d’entrada de telèfons mòbils i ordinadors.
Una altra versió segons la llegenda, prové d'un intercanvi entre els primers colons portuguesos a Taipa i els colons xinesos locals. Els portuguesos van demanar als xinesos el nom (nome en portuguès) del lloc. Els colons xinesos eren botiguers de queviures locals i no parlaven portuguès, però van prendre el nom portuguès pel xinès 糯米, "arròs enganxós", que es pronuncia similar al nome en cantonès. Pensant que els colons portuguesos estaven preguntant si venien arròs enganxós, els xinesos van respondre amb "大把", pronunciat "daai ba" en cantonès, que significa "molt". Els portuguesos, escoltant la resposta, van considerar que aquest era el nom del lloc. No obstant això, no hi ha proves històriques que avalin aquesta història. "Taipa" també és el que els portuguesos anomenen fang, embolicat en motlles, que s'utilitzava per construir cases de fang a Portugal en temps passats, en els darrers temps anomenat Terra embotida.
També cal destacar que, mentre que la gran majoria de la població de Taipa i Macau és xinesa, hi ha una comunitat creixent d’expatriats que viuen a Taipa que treballen als casinos de la franja de Cotai o a les escoles i universitats. La majoria de la gent es refereix a aquesta illa pel seu nom cantonès, "Tamzai", i la majoria de taxistes i conductors d'autobusos no ho entendran si se'ls pregunta com anar a "Taipa".

## Educació

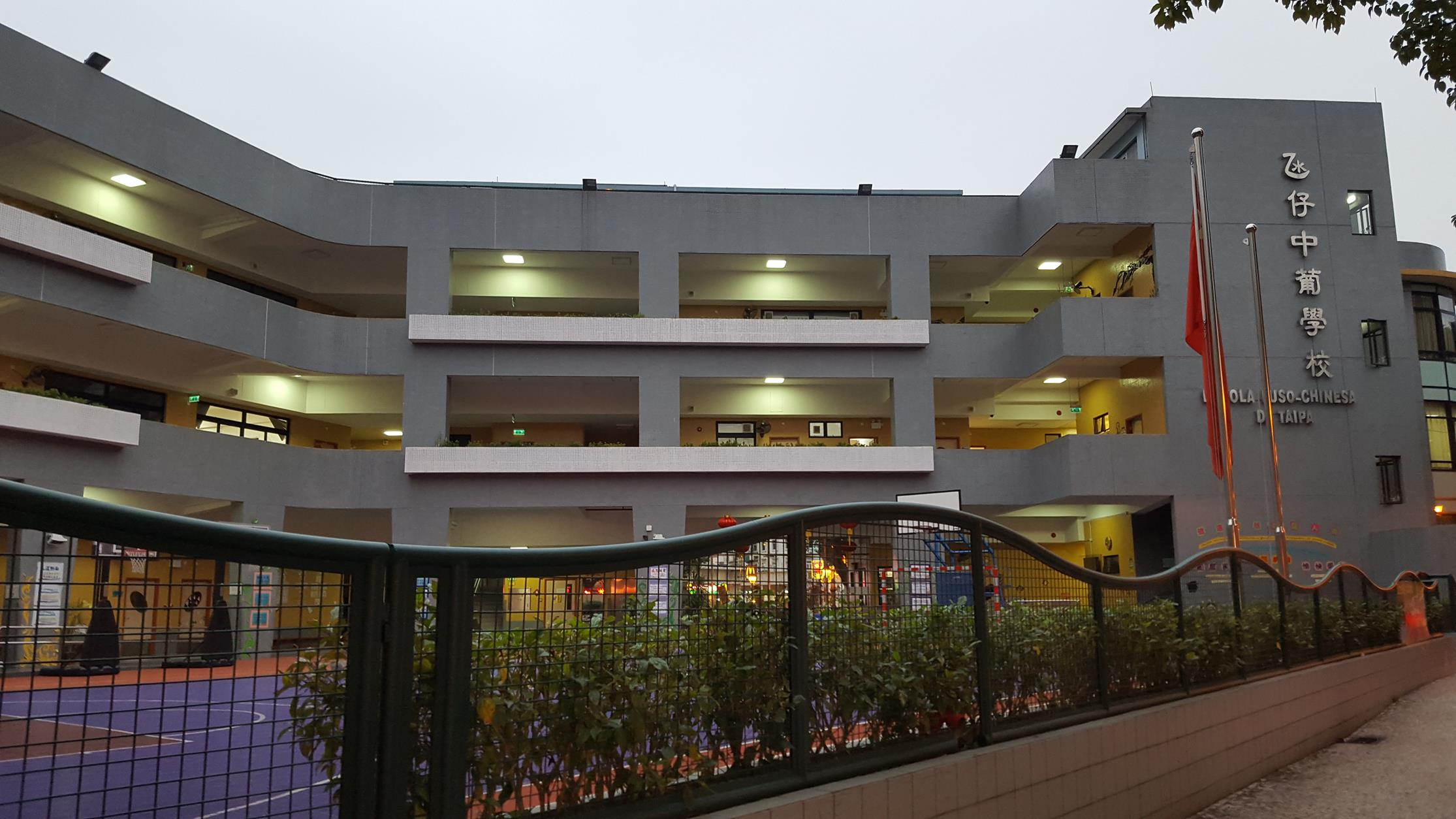
Escola Luso-Chinesa da Taipa (氹仔中葡學校)

### Centres primaris i secundaris
Educació pública preescolar i primària:
- Escola Luso-Chinesa da Taipa (氹仔中葡學校) - Preescolar i primària.[1]

Centres concertats de primària i secundària:
- Macau Anglican College : preescolar a secundària[2]
- Escola Càritas de Macau (明 愛 學校) - Educació especial[3]
- Escola Dom João Paulino - Preescolar i primària[4]
- Escola Fong Chong de Taipa[5] (Escola Fong Chong da Taipa; 氹 仔 坊 眾 學校): preescolar a secundària superior[6]
- Hou Kong Middle School Macau - Escola d'anglès afiliada (濠江 中學 附屬 英才 學校)[7]
- Macau Pooi To Middle School (xinès:澳門培道中學) (Escola primària Macau; 澳培道中學氹仔小學分校)[8]
- Pui Va Middle School (xinès:培華中學)[9] (Escola Secundària Pui Va ; 培 華 中學) - Preescolar a secundària[10]
- Affiliated School of the University of Macau (xinès:澳門大學附屬應用學校) (Escola de Aplicação Annexa à Universidade de Macau; 澳門 大學 附屬 應用 學校) - Presecolar a secundària[11]

Escoles privades de primària i secundària:
- International School of Macao - Situat al bloc K de la Universitat de Ciència i Tecnologia de Macau - Preescolar a secundària[12]
- School of the Nations : preescolar a través de l'educació secundària i especial[13]

### Col·legis i universitats
La Universitat de Ciència i Tecnologia de Macau (MUST), l’Institut d’Estudis Turístics i la Ciutat Universitat de Macau es troben a Taipa. La Universitat de Macau (UM), a l’ illa Hengqin, que forma part de Taipa (Nossa Senhora do Carmo), però geogràficament separada de Taipa.

### Biblioteques públiques
La parròquia té dues biblioteques públiques gestionades pel sistema de biblioteques públiques de Macau. La Biblioteca Taipa (Biblioteca da Taipa; 氹 仔 圖書館), que va començar les operacions de prova el 15 d'abril de 2015 i es va obrir oficialment l'1 de setembre d'aquell mateix any, ocupa 200 m² d'espai al soterrani del Parc Central de Taipa (氹仔中央公園). La biblioteca Wong Ieng Kuan de Taipa (Biblioteca de Wong Ieng Kuan da Taipa; 氹仔黃營均圖書館) ocupa 1080 m² d’espai al segon i tercer pis de la plaça Hei Loi Tang (喜來登 廣場). La biblioteca, que es va construir mercès a donacions de la Fundació Wong Ieng Kuan (黃營均基金會), es va obrir el gener del 2005.

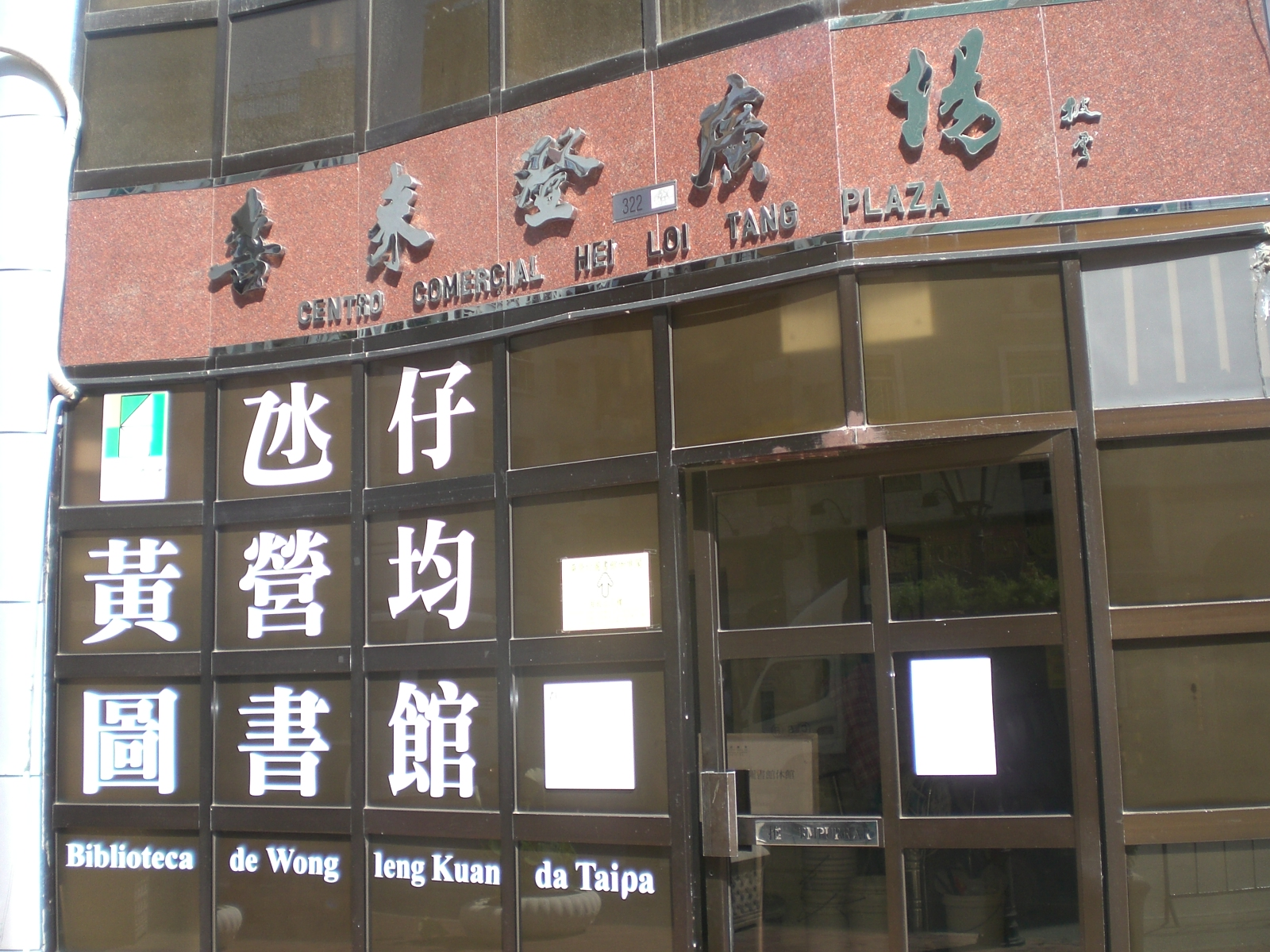
Biblioteca Wong Ieng Kuan de Taipa
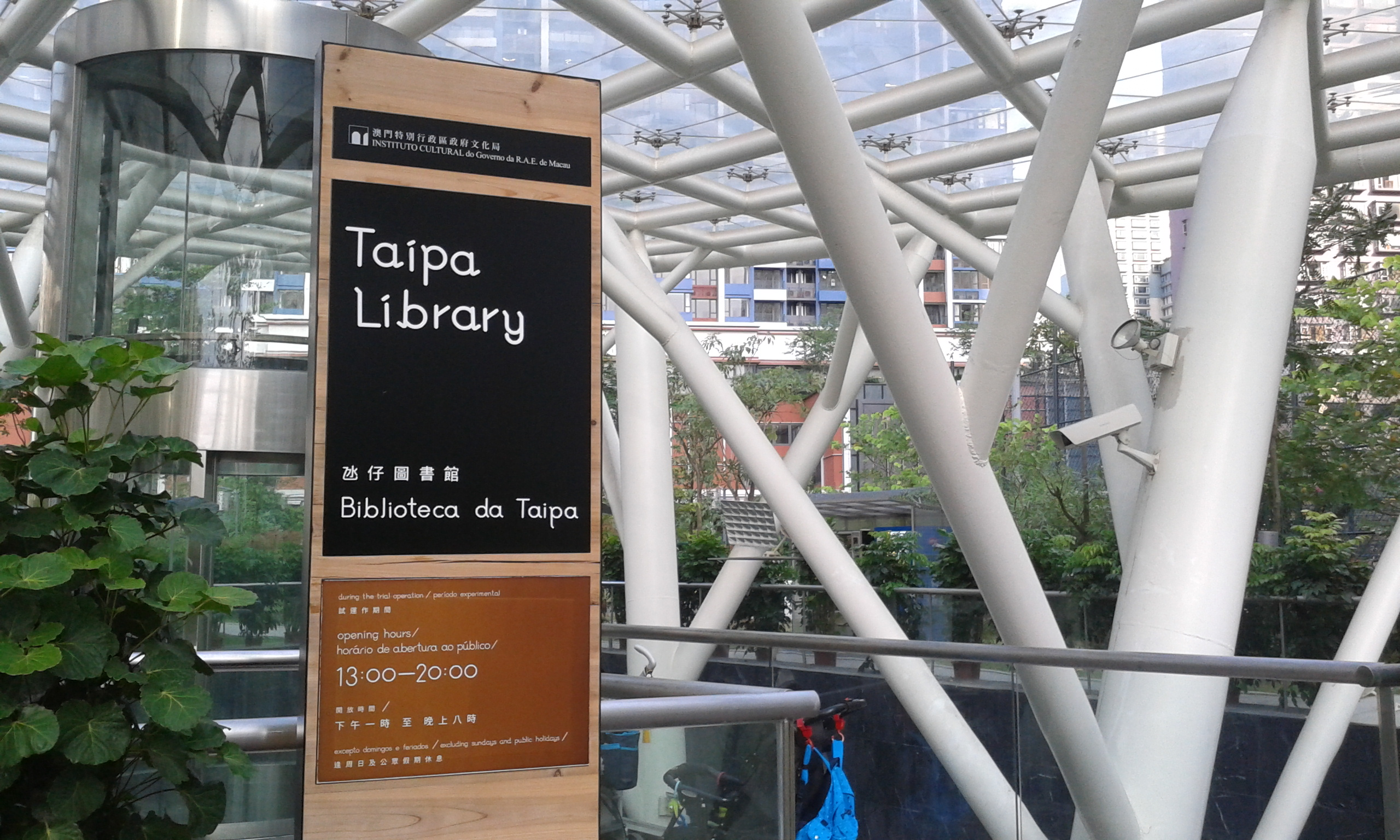
Biblioteca Taipa

## Infraestructures
- Planta d'incineració de deixalles de Macau

### Transport
- Aeroport internacional de Macau
- Terminal de ferris de Taipa
- Trànsit de metro lleuger de Macau

### Atenció sanitària
Els centres de salut operats pel govern de Macau a Taipa inclouen el Centre de Saúde dos Jardins do Oceano (海洋 花園 衛生 中心), el Centro de Saúde Nossa Senhora do Carmo-Lago (湖畔 嘉 模 衛生 中心) i Posto de Saúde para os Idosos Taipa (氹 仔 老人 保健 站).

## Turisme
- Altira Macau
- Carrer Cunha
- Centre Aquàtic Olímpic de Macau
- Estadi de Macau

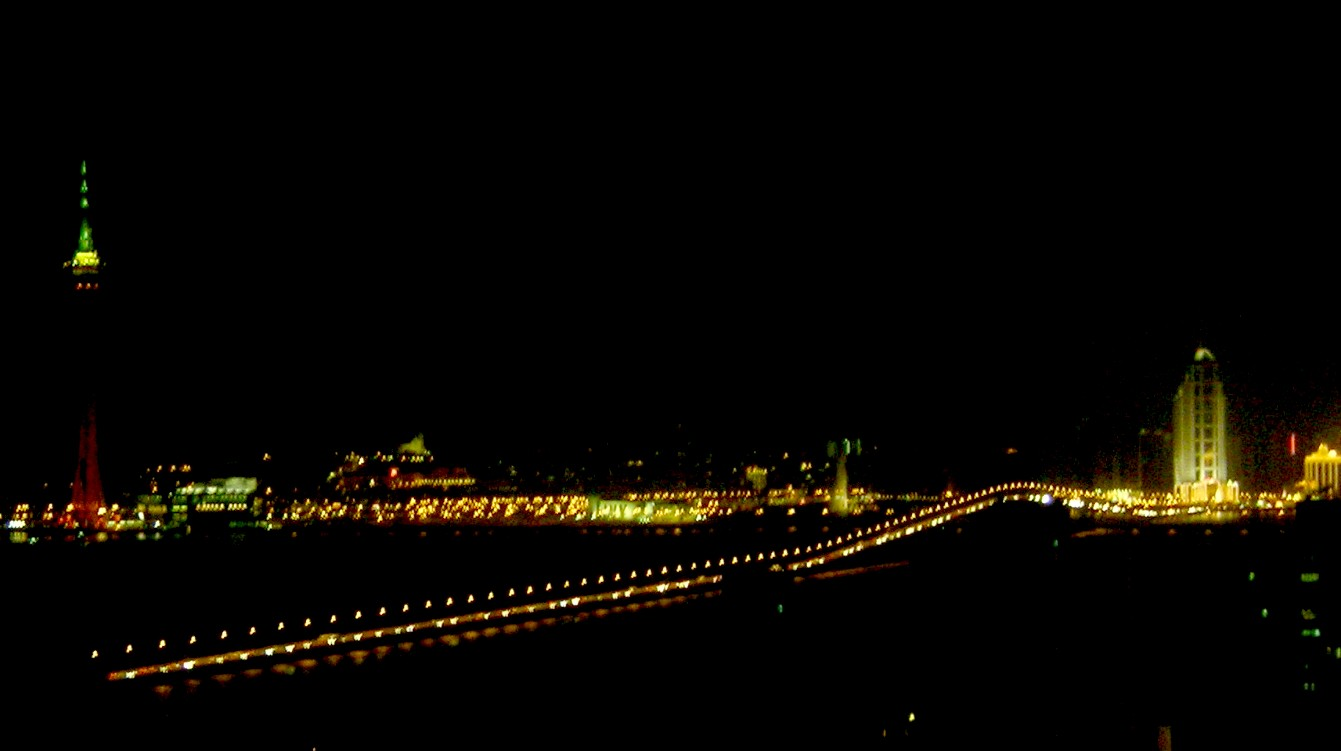
Vista del pont vell de nit

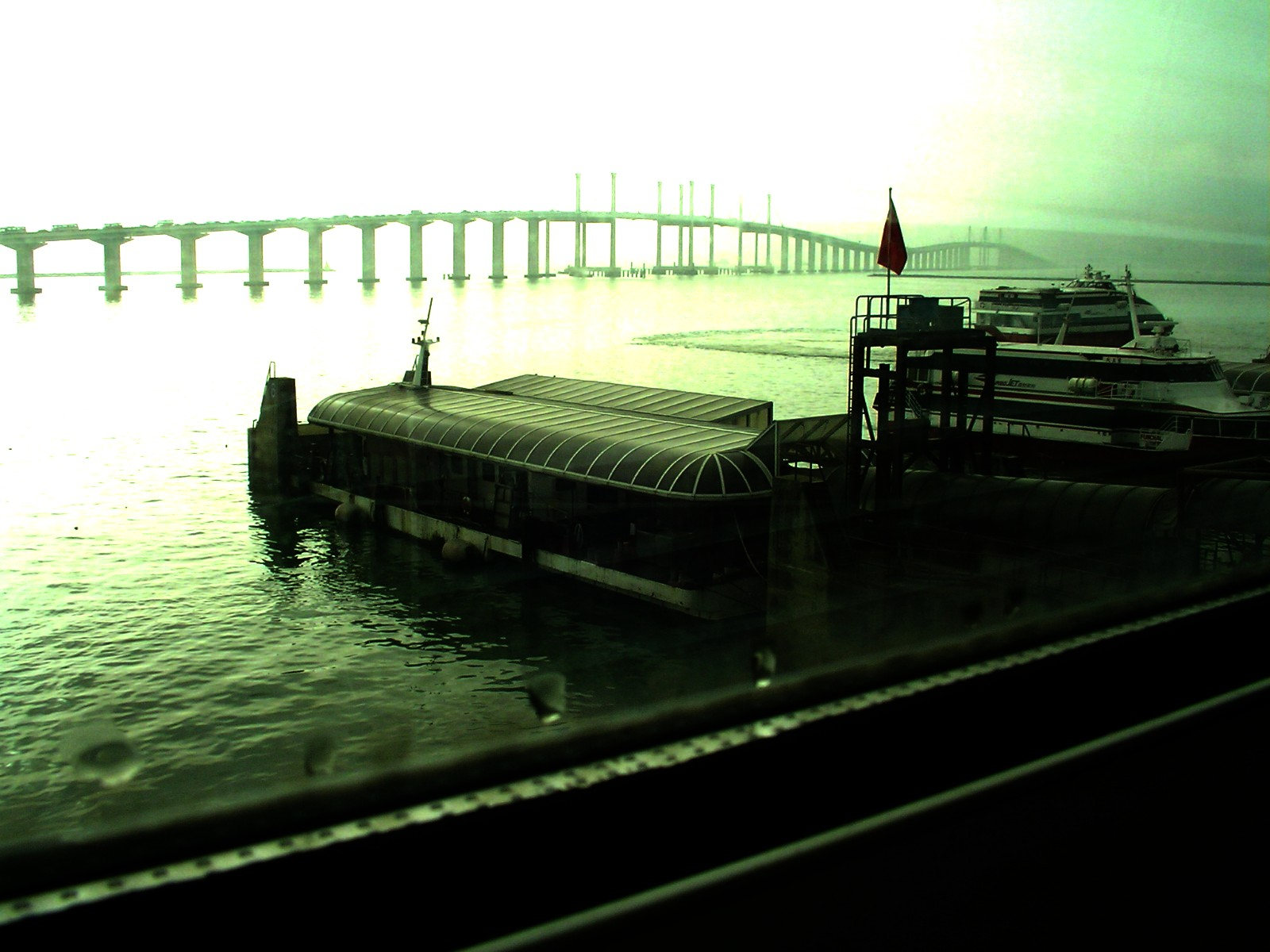
Ponte de Amizade i la terminal de ferris HK-Macau

- Museu d’Història de Taipa i Coloane
- Cases Taipa – Museu
- Club de Jockey de Macau
- Fort Taipa (砲台)

### Religiós
- Temple Pou Tai Un (菩提 園 o 菩提 襌 院): porta el nom de l'arbre bodhi
- Temple Kun Yam (觀音岩)
- Temple de Tin Hau (天 后宮)
- Sam Po Temple (三 婆 廟): dedicat a la germana gran de Tin Hau
- Temple Pak Tai (北 帝 廟): dedicat al déu taoista del nord
- Buda de quatre cares (四面佛): convidat des de Tailàndia el 1985
- Església de Nostra Senyora del Carmel (嘉 模 聖母 教堂): església catòlica

Altres serveis sanitaris inclouen:
- Hospital de la Universitat de Ciència i Tecnologia de Macau
- Posto de Urgência das Ilhas[18]
- Centre mèdic Taipa de l' Hospital Kiang Wu